# Monster Energy
Монстер енерџи (енгл. Monster Energy, стилизовано MΦNSTER — досл. „монструм/чудовиште”) бренд је енергетског напитка који је у априлу 2002. почела да производи компанија Хансен нечурал (данас Монстер бевериџ). Постоје 34 различита напитка која се дистрибуишу под брендом монстер у Северној Америци, укључујући примарну линију монстер (око 20 варијанти) те монстер Јава, Extra Strength, Import, Rehab и Muscle монстер. Рекламирање монстера се врши преко кампања сарадње са организаторима екстремних, мото и е спортских такмичења.

## Састојци
| Нутритивна вредност на 100 mL                                                 | Нутритивна вредност на 100 mL |
| ----------------------------------------------------------------------------- | ----------------------------- |
| Енергија                                                                      | 201 kJ (48 kcal)              |
|                                                                               |                               |
| Угљени хидрати                                                                | 12                            |
| Шећери                                                                        | 11                            |
|                                                                               |                               |
|                                                                               |                               |
| Масти                                                                         | 0                             |
| Засићене                                                                      | 0                             |
|                                                                               |                               |
|                                                                               |                               |
| Протеини                                                                      | 0                             |
|                                                                               |                               |
|                                                                               |                               |
| Витамини                                                                      |                               |
| Рибофлавин (Б2)                                                               | (58%) 0,7 mg                  |
| Ниацин (Б3)                                                                   | (57%) 8,5 mg                  |
| Витамин Б6                                                                    | (62%) 0,8 mg                  |
| Витамин Б12                                                                   | (104%) 2,5 μg                 |
|                                                                               |                               |
|                                                                               |                               |
| Остали конституенти                                                           |                               |
| Соли                                                                          | 0,19 g                        |
|                                                                               |                               |
| - Јединице - μg = микрограми • mg = милиграми - IU = интернационалне јединице |                               |
| Проценти су грубе процене засноване на америчким препорукама за одрасле.      |                               |

Садржај кофеина у једној стандардној лименци монстера од 500 мЛ је 160 мг (32 мг / 100 мЛ). Ово је као и у једној шољици еспресо кафе.

## Лого
Дизајн је креиралала компанија Маклин дизајн, фирма за стратешко брендирање са седиштем у Калифорнији.
Логотип као главни елемент има живописно зелено слово ем, састављено од три црте неправилних контура; ем је стилизовано тако да се подразумева да је настало од канџи монструма/чудовишта које пробија кроз лименку. У текстуалном натпису монстер, уместо слова о је грчко слово фи (усправна црта је повучена тако да је висина о непромењена).

## Маркетинг
Напитак је спонзор спортских такмичења као што је UFC, Мото GP, BMX, Наскар. Пример повезаног рекламирања је специјално издање названо „The Doctor”, по прваку Мото GP-ја Валентину Росију.
Рекламира се и комерцијално неповезано са спортским организацијама.

## У популарној култури
Кристин Вајк, контроверзна хришћанска активисткиња, направила је видео у којем се тврди да је спортски енергетски напитак монстер повезан са Сотоном. Видео је објављен у новембру 2014. на Јутјубу и до 2018. је сакупио преко 11 милиона прегледа. Захваљујући виралној природи видеа појавила се у сегменту Web Redemption Комеди сентралове ТВ серије Tosh.0.
Монстер енерџи је и чест мим на 4chan-у. Пример је човек са сунчаним наочалама, брадом и осмехом на лицу, који држи лименку монстера Ultra Zero и прича о томе како су некадашње игре и музика били бољи него данас. Његове наочале су коришћене у пародијама ликова видео-игара у којима ове слике пародија приказују ликове како држе лименку монстера.
Монстер је присутан у видео-игри Death Stranding, а главни лик га може конзумирати у приватној соби.